# Nordenskiöld Land nationalpark

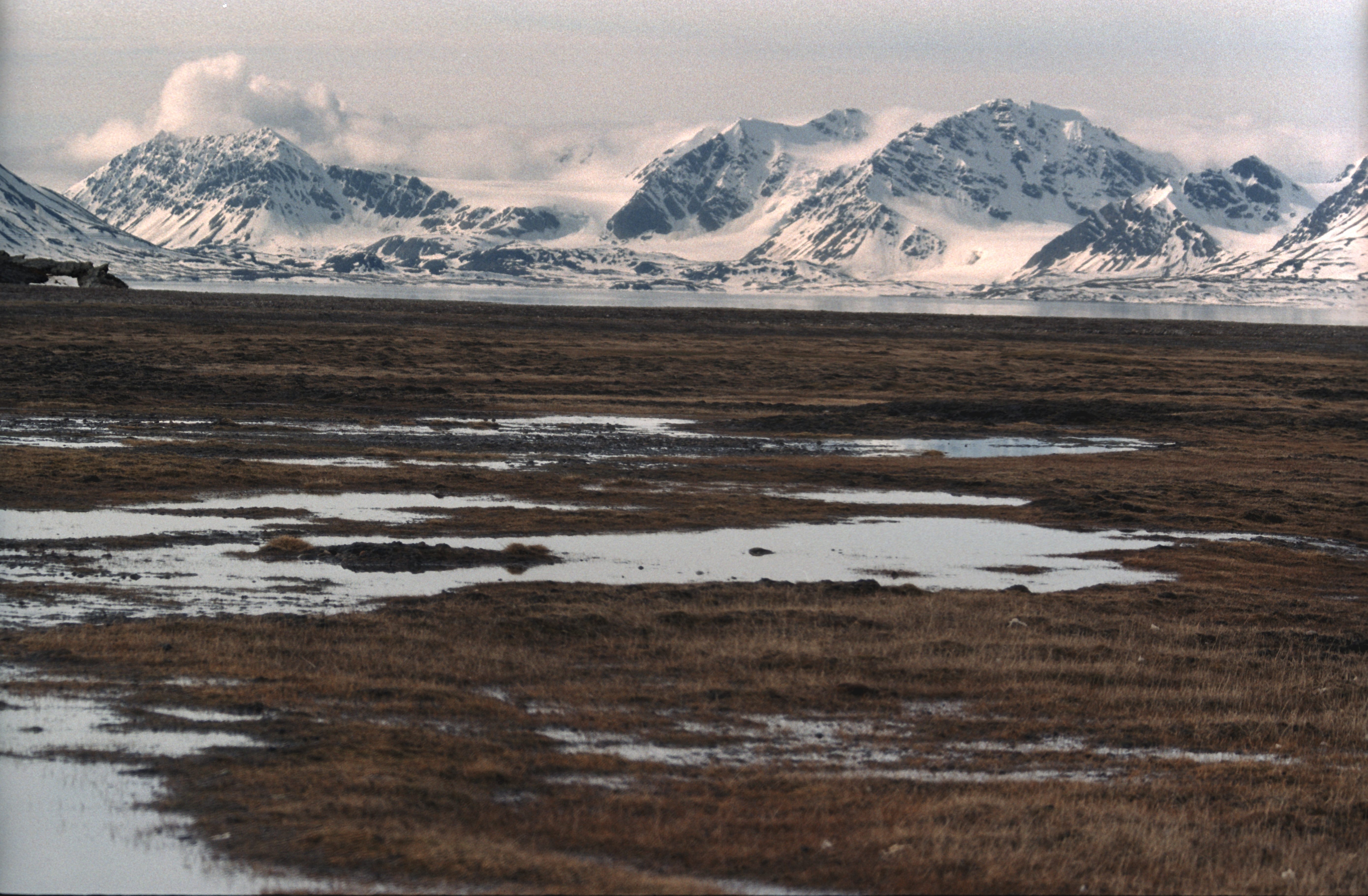
Tundralandskap vid Bellsund i sydväst i nationalparken

Nordenskiöld Land nationalpark (efter Adolf Erik Nordenskiöld) var en norsk nationalpark på Svalbards största ö, Spetsbergen. Den ligger i området runt Reindalen och Nordenskiöldkysten, längs Van Mijenfjordens norra kust på öns norra del och täcker en yta på 1 362 km² varav 1 207 km² är land och 155 km² vatten. Parken inrättades 2003. År 2021 blev parken utvigdad, med det nye navnet Van Mijenfjorden nationalpark.

## Geografi, landskap och geologi
Nationalparken omfattar den södra halvan av Nordenskiöld Land, den långa landtungan mellan Isdalen och Van Mijenfjorden. Den omfattar det platta låglandet längs Nordenskiöldkysten, mellan de två fjordarnas utlopp, södra delen av Fridtjofbreen, Berzeliusdalen, Vassdalen, Semmeldalen och Reindalen. Runt dalarna följer gränsen i stort sett vattendelaren längs de omkringliggande fjälltopparna.
Landskapet är alpint och vilt (640-1 047 m ö.h.) i öst och norr och brant (500–900 m ö.h.) med en bred och helt platt kustremsa i väster. Det är evigt istäcke på glaciärerna Erdmannbreen, Fridtjofbreen, Gleditschfonna, Marstranderbreen, Tavlebreen, Medalsbreen, Krokbreen, Bergmesterbreen, Marthabreen och Slakbreen.
Det finns pingoer i Berzeliusdalen, Vassdalen och Reindalen. Annars har Reindalen geomorfologi, morän, stenglaciärer och rasformationer av stor betydelse. Dalen slutar med ett av ögruppens största floddeltan, Stormyra, som är 100 km² och mynnar ut i Kaldbukta i Van Mijenfjorden. Reindalen har sura bergarter, medan Nordenskiöldkysten i väst har kalk i marken.

## Flora och fauna
Reindalen är det bördigaste området på hela Svalbard och isfri året runt. 
Parken har vadarfåglar, gäss, dykänder och sjöfågel. Ingeborgfjellet vid kusten i sydväst är ett stort fågelberg och står tillsammans med Nordenskiöldkysten med på BirdLife Internationals lista över viktiga europeiska fågelberg. Det finns alkor, tretåig mås och stormfågel. Bland däggdjuren finns fjällräv, isbjörn och svalbardren.

## Kulturminnen
Det finns kulturminnen med fångstgrunder från sent 1600-tal, många av dem ryska övervintringsstationer. Bland äldre bo- och fångstplatser finns Camp Bell, Camp Millar och Camp Morton. det finns även industriella kulturminnen från tidig mineralutvinning.